# 재령평야
재령평야(載寧平野)는 재령강에 의하여 이루어진 넓은 충적평야와 주변의 구릉성 평야로 구성되어 있으며, 면적은 약 500km2이다. 지사상(地史上)으로 보면 멸악산맥·구월산맥·평양·황주준평원간에 만입한 대함몰지,즉 고재령만(古載寧灣)이었는데 이 저함지(低陷地)가 재령강·서흥강 등의 퇴적작용과 서해안의 융기에 따라 낮고 기름진 평야가 되어 오늘날에는 논으로 이용되고 있다. 또 평야의 대부분은 해면상 20ｍ가 넘는 곳이 적고 만조시에는 수면하 3ｍ로 되는 저습지까지도 있다. 재령·신천은 평야의 중심지이고 특히 신천에서 쌀이 많이 난다. 옛날 조선 왕실에 바치던 재령미는 품질이 우수하여 평택미와 함께 그 성가(聲價)가 높았다. 구릉평야에서는 밀·콩·면화·담배가 나고 철을 비롯하여 여러 가지 광산물이 산출된다.